# Amaurospiza moesta
El semillero negruzco  (Amaurospiza moesta), también denominada reinamora enana (en Argentina y Paraguay), arrocero azul (en Argentina) o semillero reinamora, es una especie de ave paseriforme perteneciente al género Amaurospiza, integrado en la familia Cardinalidae. Se distribuye por el noreste de Argentina, el sureste de Brasil, y el este de Paraguay. Habita en la Mata Atlántica en zonas bajas y montanas, hasta los 1600 metros; sobre todo en zonas donde el bambú de los géneros Chusquea y Guadua es abundante, aunque no depende tanto de las flores del bambú como el corbatita picudo (Sporophila falcirostris). Está amenazada por pérdida de hábitat a causa de la acción del hombre.
Es una especie pequeña, mide unos 11 cm. El macho tiene un plumaje negro azulado sin brillo, mientras que la hembra tiene el pecho marrón claro y las alas son de color marrón más oscuro y gris claro. El pico es de color gris claro.[cita requerida]